# Opposition communiste internationale
L'Opposition communiste internationale (ou Union internationale de l'opposition communiste) était un rassemblement international de partis et groupes communistes opposés au Komintern, de 1930 à 1939. 
L'Opposition communiste internationale était principalement représentée par le Parti communiste d'Allemagne - opposition (KPD-O) (dirigé par Heinrich Brandler, August Thalheimer, Paul Frolich), et en Espagne par le Bloc ouvrier et paysan (dirigé par Joaquín Maurín et Julián Gorkin, ancêtre du Parti ouvrier d'unification marxiste ou POUM). 
Des organisations affiliées, le plus souvent composées d'exclus des partis communistes « officiels », étaient présentes dans une quinzaine de pays. Les exclus avaient critiqué la tactique stalinienne dite de « troisième période » (1928-1935) qui qualifiait les socialistes de « social-fascistes ». Les oppositionnels soutenant plutôt une volonté unitaire avec les socialistes, ils furent qualifiés par la propagande de Moscou d'« opposition de droite ». 
Certaines des organisations de cette opposition ont rejoint le Centre marxiste révolutionnaire international. 